# Peter Torebko
 Peter Torebko  nacido el 10 de febrero de 1988 (37 años), es un tenista profesional alemán, nacido en la ciudad polaca de Bytom.

## Carrera
Su mejor ranking individual es el Nº 182 alcanzado el 16 de julio de 2012, mientras que en dobles logró la posición 462 el 25 de mayo de 2015.
No ha logrado hasta el momento títulos de la categoría ATP ni de la ATP Challenger Tour, aunque sí ha obtenido varios títulos Futures tanto en individuales como en dobles.